# Neotoma bryanti martinensis
Neotoma bryanti martinensis is een uitgestorven zoogdier uit de familie van de Cricetidae. De wetenschappelijke naam van de soort werd voor het eerst geldig gepubliceerd door Goldman in 1905.

## Voorkomen
De soort kwam voor in Mexico.